# ناثان سميث (متسابق بياثل)
ناثان سميث (بالإنجليزية: Nathan Smith )‏ (و. 1985  م) هو متسابق بياثل كندي، ولد في كالغاري، شارك في الألعاب الأولمبية الشتوية 2014.
.

## روابط خارجية
- ناثان سميث على موقع IBU (الإنجليزية)
- ناثان سميث على موقع اللجنة الأولمبية الدولية (الإنجليزية)
- ناثان سميث على موقع أوليمبيديا (الإنجليزية)
- ناثان سميث على موقع اللجنة الأولمبية الكندية (الإنجليزية)